# Crella rubiginosa
Crella rubiginosa är en svampdjursart som först beskrevs av Schmidt 1862.  Crella rubiginosa ingår i släktet Crella och familjen Crellidae. Inga underarter finns listade i Catalogue of Life.